# Oligostomis reticulata
Oligostomis reticulata är en nattsländeart som först beskrevs av Carl von Linné 1761.  Oligostomis reticulata ingår i släktet Oligostomis och familjen broknattsländor. Arten är reproducerande i Sverige. Inga underarter finns listade i Catalogue of Life.

## Bildgalleri

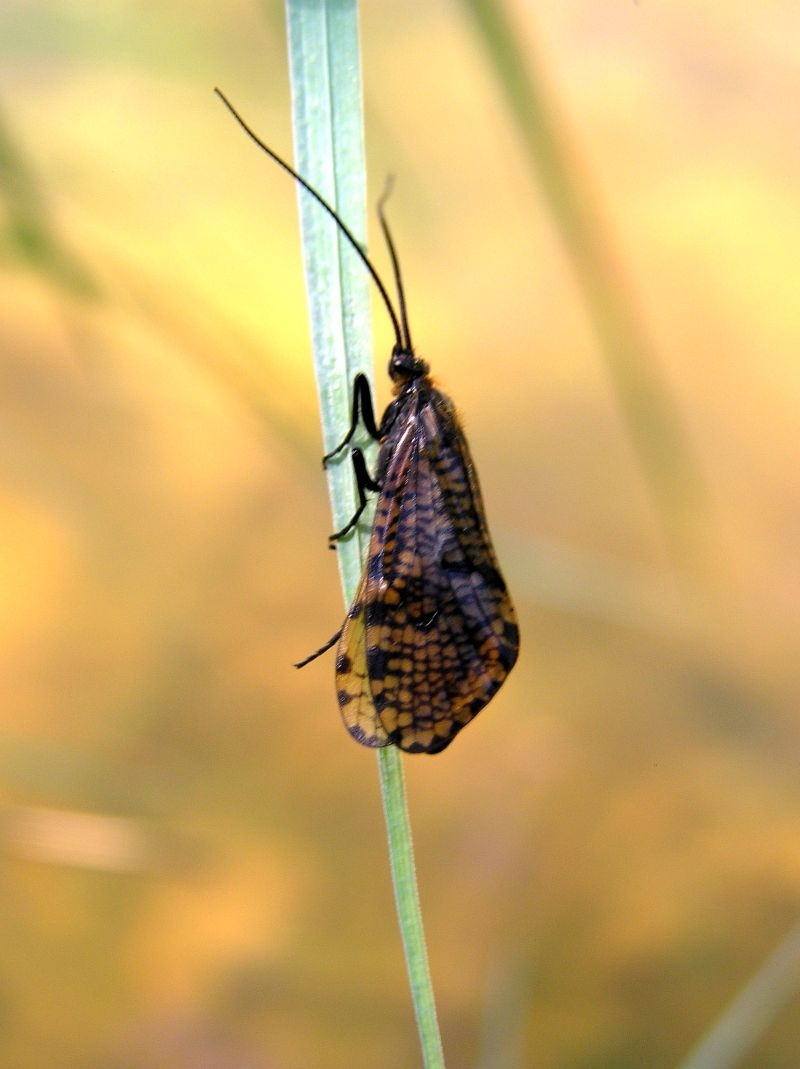
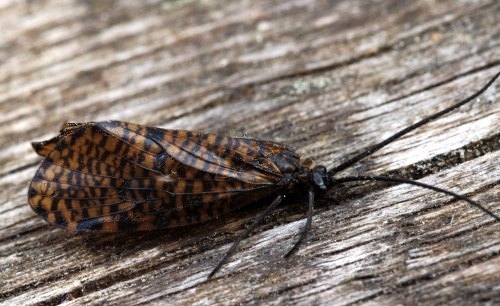